# Bicyclus transiens
Bicyclus transiens är en fjärilsart som beskrevs av Max Bartel 1905. Bicyclus transiens ingår i släktet Bicyclus och familjen praktfjärilar. Inga underarter finns listade i Catalogue of Life.